# Gillian Bray
Gillian Bray (27 luglio 1947) è un'attrice britannica.

## Biografia
Starlette con un fisico da pin-up, già coniglietta e ballerina delle Bluebell, ragazza-copertina (è apparsa fra l'altro sul n. 35 del 29 agosto 1970 sulla copertina del settimanale Tempo e sul n. 1609 del 24 ottobre 1970 del rotocalco inglese Parade) è stata interprete di cinema per un lasso limitato di tempo, tra il 1970 ed il 1976, passando come una meteora nel panorama dello spettacolo. È comparsa in un ristretto numero di film del cosiddetto cinema di genere di produzione quasi esclusivamente italiana.

## Filmografia
- La morte risale a ieri sera, regia di Duccio Tessari (1970)
- Io non spezzo... rompo, regia di Bruno Corbucci - non accreditata (1971)
- Riuscirà l'avvocato Franco Benenato a sconfiggere il suo acerrimo nemico il pretore Ciccio De Ingras?, regia di Mino Guerrini (1971)
- In nome del popolo italiano, regia di Dino Risi - non accreditata (1971)
- Un animale chiamato uomo, regia di Roberto Mauri (1972)
- Il colonnello Buttiglione diventa generale, regia di Mino Guerrini (1974)
- Schiave nell'isola del piacere (Yang chi), regia di Ernst Hofbauer e Chih-Hung Kuei (1974)
- Il padrone e l'operaio, regia di Steno (1975)
- Voto di castità, regia di Joe D'Amato (1976)